# RAP2A
RAP2A‏ (RAP2A, member of RAS oncogene family) هوَ بروتين يُشَفر بواسطة جين RAP2A في الإنسان.

## التفاعل
لقد ثبت أن RAP2A يتفاعل مع:
- RUNDC3A[2]
- RASSF5[3]
- RALGDS[4]